# 北緯4度線
北緯4度線（ほくい4どせん）は、地球の赤道面より北に地理緯度にして4度の角度を成す緯線。大西洋、アフリカ、インド洋、南アジア、東南アジア、太平洋、南アメリカを通過する。
この緯度の下では、夏至点時の可照時間は12時間21分で、冬至点時は11時間54分である。

## 通過する地域一覧
北緯4度線は、本初子午線から東に向かって以下の場所を通っている。
| 地理座標                                             | 国土・領土・領海 | 備考 |
| ---------------------------------------------------- | ---------------- | --- |
| 北緯4度0分 東経0度0分 / 北緯4.000度 東経0.000度      | 大西洋           | ギニア湾 - ビオコ島（ 赤道ギニア）のちょうど北を通過。 |
| 北緯4度0分 東経9度13分 / 北緯4.000度 東経9.217度     | カメルーン       | |
| 北緯4度0分 東経15度3分 / 北緯4.000度 東経15.050度    | 中央アフリカ     | |
| 北緯4度0分 東経18度39分 / 北緯4.000度 東経18.650度   | コンゴ民主共和国 | |
| 北緯4度0分 東経30度12分 / 北緯4.000度 東経30.200度   | 南スーダン       | |
| 北緯4度0分 東経33度46分 / 北緯4.000度 東経33.767度   | ウガンダ         | |
| 北緯4度0分 東経34度4分 / 北緯4.000度 東経34.067度    | ケニア           | トゥルカナ湖を通過。 |
| 北緯4度0分 東経37度35分 / 北緯4.000度 東経37.583度   | エチオピア       | |
| 北緯4度0分 東経40度7分 / 北緯4.000度 東経40.117度    | ケニア           | |
| 北緯4度0分 東経41度6分 / 北緯4.000度 東経41.100度    | エチオピア       | |
| 北緯4度0分 東経41度55分 / 北緯4.000度 東経41.917度   | ソマリア         | |
| 北緯4度0分 東経47度32分 / 北緯4.000度 東経47.533度   | インド洋         | |
| 北緯4度0分 東経72度41分 / 北緯4.000度 東経72.683度   | モルディブ       | アリ環礁 |
| 北緯4度0分 東経72度56分 / 北緯4.000度 東経72.933度   | インド洋         | |
| 北緯4度0分 東経73度21分 / 北緯4.000度 東経73.350度   | モルディブ       | マーレ環礁 |
| 北緯4度0分 東経73度30分 / 北緯4.000度 東経73.500度   | インド洋         | |
| 北緯4度0分 東経96度17分 / 北緯4.000度 東経96.283度   | インドネシア     | スマトラ島 |
| 北緯4度0分 東経98度32分 / 北緯4.000度 東経98.533度   | マラッカ海峡     | |
| 北緯4度0分 東経100度43分 / 北緯4.000度 東経100.717度 | マレーシア       | マレーシア半島 - ペラ州、パハン州、トレンガヌ州、再びパハン州を通過。 |
| 北緯4度0分 東経103度25分 / 北緯4.000度 東経103.417度 | 南シナ海         | |
| 北緯4度0分 東経107度59分 / 北緯4.000度 東経107.983度 | インドネシア     | 大ナトゥナ島 |
| 北緯4度0分 東経108度21分 / 北緯4.000度 東経108.350度 | 南シナ海         | |
| 北緯4度0分 東経113度43分 / 北緯4.000度 東経113.717度 | マレーシア       | サラワク州 - ボルネオ島 |
| 北緯4度0分 東経115度39分 / 北緯4.000度 東経115.650度 | インドネシア     | カリマンタン州 - ボルネオ島、ヌヌカン・レガシー |
| 北緯4度0分 東経117度43分 / 北緯4.000度 東経117.717度 | セレベス海       | |
| 北緯4度0分 東経126度37分 / 北緯4.000度 東経126.617度 | インドネシア     | タラウド諸島 |
| 北緯4度0分 東経126度47分 / 北緯4.000度 東経126.783度 | 太平洋           | メリヤ島（ソンソロール州）（ パラオ）のちょうど南を通過。 · ヌクオロ環礁（ ミクロネシア連邦）のちょうど北を通過。 · タブアエラン島（ キリバス）のちょうど北を通過。 · マルペロ島（ コロンビア）のちょうど北を通過。 |
| 北緯4度0分 西経77度25分 / 北緯4.000度 西経77.417度   | コロンビア       | |
| 北緯4度0分 西経67度42分 / 北緯4.000度 西経67.700度   | ベネズエラ       | |
| 北緯4度0分 西経64度39分 / 北緯4.000度 西経64.650度   | ブラジル         | ロライマ州 |
| 北緯4度0分 西経64度4分 / 北緯4.000度 西経64.067度    | ベネズエラ       | |
| 北緯4度0分 西経62度45分 / 北緯4.000度 西経62.750度   | ブラジル         | ロライマ州 |
| 北緯4度0分 西経59度35分 / 北緯4.000度 西経59.583度   | 係争地域         | ガイアナによって実効支配されているが、 ベネズエラが領有権を主張している地域。 |
| 北緯4度0分 西経58度26分 / 北緯4.000度 西経58.433度   | ガイアナ         | |
| 北緯4度0分 西経58度2分 / 北緯4.000度 西経58.033度    | スリナム         | |
| 北緯4度0分 西経54度18分 / 北緯4.000度 西経54.300度   | フランス         | フランス領ギアナ |
| 北緯4度0分 西経51度45分 / 北緯4.000度 西経51.750度   | ブラジル         | アマパー州 |
| 北緯4度0分 西経51度10分 / 北緯4.000度 西経51.167度   | 大西洋           | パルマス岬（ リベリア）のちょうど南を通過。 |